# Galway GAA
É um clube de Futebol Gaélico da Irlanda. A equipe venceu por 9 vezes a All-Ireland Senior Football Championship, sendo assim o terceiro maior campeão,atrás de Kerry GAA E Dublin GAA. Os anos em que a equipe foi campeã são:1925, 1934, 1938, 1956, 1964, 1965, 1966, 1998 e 2001.

## A equipe do Milênio
Em 1999, junto com jornalistas a diretoria do Galway GAA, elegeu-se a "Equipe do Milênio" do time, sendo estes os eleitos para a honraria:
Goleiro - Johnny Geraghty
Defensores - Enda Colleran, Noel Tierney, Tom Dillion,John Donnellan,Tommy Joe Gilmore e Seán Óg De PAOR.
Meias - John 'Tull' Dunne, Mattie McDonagh, Cyril Dunne, Seán Purcell e Seamus Leydon.
Atacantes - John Keenan, Frank Stockwell, e Brendan Nestor.